# Wild Is the Wind
Wild Is the Wind is een Amerikaanse dramafilm uit 1957 onder regie van George Cukor. De film werd destijds uitgebracht onder de titel Ontembare hartstocht.
De film is een remake van het Italiaanse melodrama Furia (1947) van Goffredo Alessandrini.

## Verhaal
Na het overlijden van zijn vrouw laat een man zijn schoonzus overkomen uit Italië om te hertrouwen. Omdat zijn schoonzus dermate op zijn vrouw lijkt, kan de verwarde weduwnaar hen op den duur niet meer van elkaar onderscheiden.

## Rolverdeling
| Acteur                | Personage     |
| --------------------- | ------------- |
| Anna Magnani          | Gioia         |
| Anthony Quinn         | Gino          |
| Anthony Franciosa     | Bene          |
| Joseph Calleia        | Alberto       |
| Dolores Hart          | Angela        |
| Lili Valenty          | Teresa        |
| James Flavin          | Wolkoper      |
| Dick Ryan             | Priester      |
| Iphigenie Castiglioni | Feestgangster |
| Joseph Vitale         | Feestganger   |
| Ruth Lee              | Feestgangster |
| Frances Morris        | Feestgangster |